# Morikazu Toda
Morikazu Toda (戸田 盛和 Toda Morikazu?,  Tokio, Japón, 20 de octubre de 1917-6 de octubre de 2010) fue un físico japonés, más conocido por el descubrimiento de la red de Toda.

## Biografía
Morikazu Toda se doctoró en la Universidad de Tokio, en el Departamento de Física, en 1940. Después de trabajar como profesor asociado en la Universidad Keijo y después en la Universidad de Educación de Tokio (Universidad Kyoiku), fue promovido como profesor en 1952 a la edad de 34 años. Fue profesor en las universidades de Chiba, en la Nacional de Yokohama y la Nacional del Aire. Mientras tanto, fue profesor visitante en la Universidad de São Paulo, Brasil y la Universidad Trondheim, Noruega. Fue profesor emérito de la Universidad de Educación de Tokio y miembro de la Academia Noruega de Ciencias y Letras.

## Trabajo
Los intereses principales de Morikazu Toda son la mecánica estadística y la física de la materia condensada. Entre sus principales contribuciones, se pueden mencionar sus trabajos en líquidos y la dinámica de latices o cadenas no lineales. La latíz o cadena unidimensional, en donde los primeros vecinos interaccionan por medio de un potencial exponencial, es llamado la cadena de Toda. Recibió el premio Mainchi Shuppan-Bunka por su contribución a la teoría de los líquidos en 1947, y el premio Fujiwara en 1981 por el descubrimiento de la cadena de Toda.

## Lista de libros accesibles en inglés
- Selected Papers of Morikazu Toda (Series in Pure Mathematics). Editó Miki Wadati (University of Tokyo). World Scientific Oct. 1993. ISBN 981-02-1469-3
- Statistical Physics I: Equilibrium Statistical Mechanics (Springer Series in Solid-State Sciences) R. Kubo, N. Saito y M. Toda. 2nd. Ed. 1992. ISBN 3-540-53662-0
- Statistical Physics II: Nonequilibrium Statistical Mechanics (Springer Series in Solid-State Sciences) M. Toda, N. Saito y R. Kubo. 2nd. Ed. 1991. ISBN 3-540-53833-X
- Theory of Nonlinear Lattices (Springer Series in Solid-State Sciences). Springer 1989. ISBN 0-387-18327-2
- Nonlinear Waves and Solitons. Mathematics and its Applications (Japanese Series). KTK Scientific Publishers 1989, Tokio

- Datos: Q467309